# 360 TCN
360 TCN là một năm trong lịch La Mã.